# Shauna O’Brien
Shauna O’Brien (ur. 17 października 1970 w Pasco) – amerykańska modelka i aktorka irlandzkiego pochodzenia. Grywała przede wszystkich w filmach klasy B oraz w filmach erotycznych z gatunku softcore. Występowała pod różnymi pseudonimami: Steve Jean, Stevie Jean, Shana O’Brien czy Shawna O’Brien.

## Życiorys
Urodziła się w Pasco w stanie Waszyngton.
W 1992 jako została wybrana „Kociakiem miesiąca” (Pet of the Month) magazynu „Penthouse”.
Występowała m.in. w magazynach poświęconych modzie (bielizna marki Fredericks of Hollywood) oraz dla miesięcznika sportowego Muscle & Fitness (3-krotnie znalazła się na jego okładce). Pojawiła się również w wielu klipach muzycznych, m.in.: w „Primal Scream” grupy Mötley Crüe, „How the Gods Kill” zespołu Danzig oraz w „Fire and Ice” zespołu Poison.
W 1992 roku była związana z Charliem Sheenem. Romansowała też z Bretem Michaelsem, wokalistą grupy Poison.

## Filmografia
- 1987: Trzech mężczyzn i dziecko
- 1990: Następne 48 godzin jako kelnerka
- 1990: Linia życia jako jedna z kobiet Joego (William Baldwin)
- 1991: Pretty Woman
- 1991: Star Trek: Następne pokolenie – odc. pt.: „Unification II” jako kobieta Omagi (Billy Bastiani)
- 1996: Wściekła rozpacz (Fugitive Rage) jako Josie Williams
- 2000–2001: Emmanuelle 2001 (16 odcinków) jako Maggie Henson

## Teledyski
| Rok  | Tytuł                         | Wykonawca     |
| ---- | ----------------------------- | ------------- |
| 1991 | „Monkey Business”             | Danger Danger |
| 1991 | „When the Lights Go Out”      | Gerardo Mejía |
| 1991 | „Fire and Ice”                | Poison        |
| 1992 | „How The Gods Kill”           | Danzig        |
| 1993 | „Thank God I’m a Country Boy” | Pauly Shore   |
| 1995 | „Me 'N Yer Girl”              | Phunk Junkeez |
| 1999 | „Primal Scream”               | Mötley Crüe   |